# 레거시 시스템

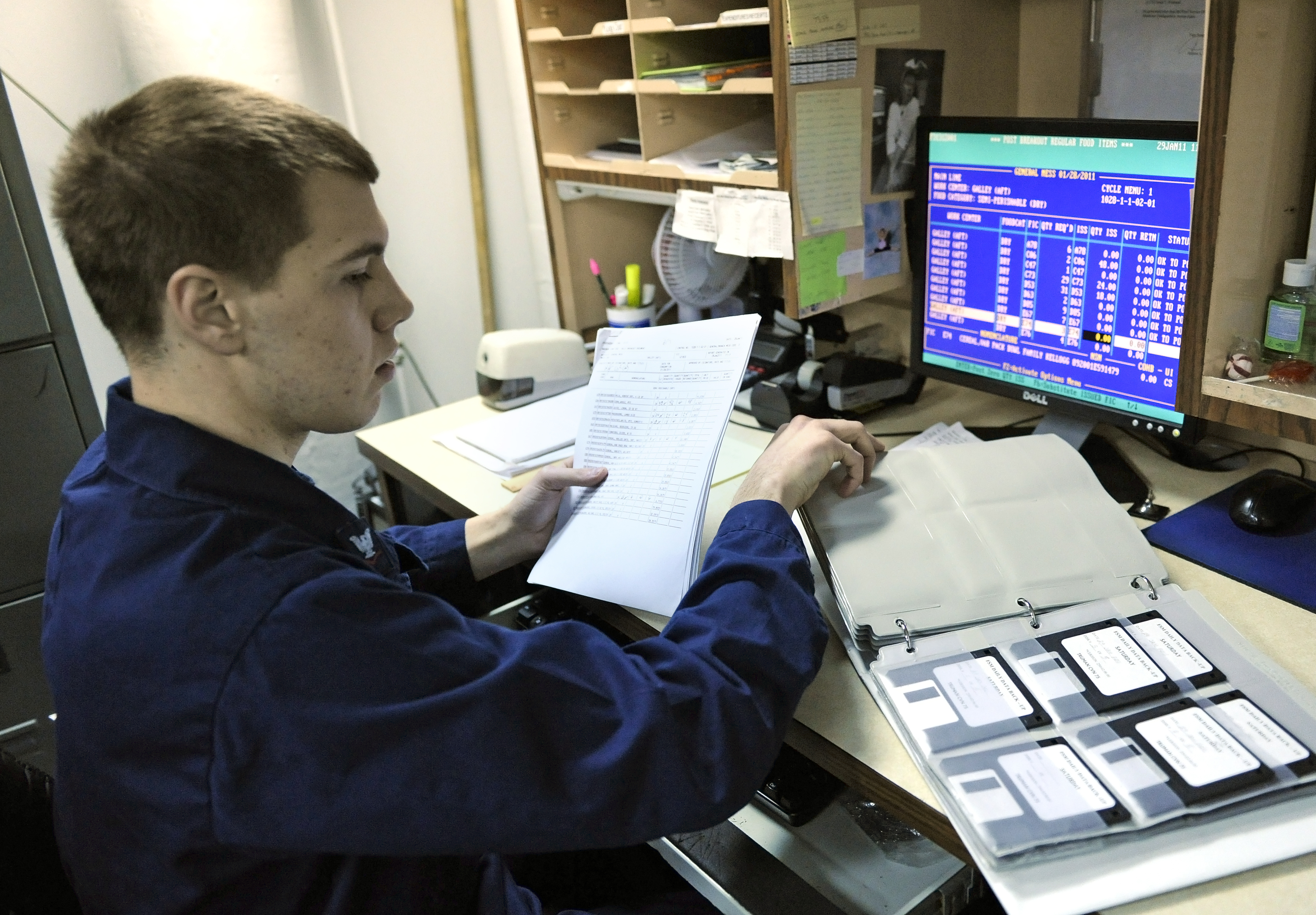
2011년 기준으로, MS-DOS는 여전히 레거시 애플리케이션을 구동하기 위해 일부 기업이나 단체 등에서 사용되고 있다.

레거시 시스템(legacy system)은 낡은 기술이나 방법론, 컴퓨터 시스템, 소프트웨어(레거시 코드) 등을 말한다. 이는 현재까지도 남아 쓰이는 기술을 부르는 말일 수도 있지만, 더 이상 쓰이지 않더라도 현재의 기술에 영향을 주는 경우도 포함한다.
예를 들어, 미국 항공우주국의 스페이스 셔틀은 처음 만들어졌을 때의 기술을 적용한 부품을 계속 써왔다. 안정성 등의 조건을 충족시키면서 부품을 새로 개발하는 것은 너무 비용이 많이 들었기 때문에, 대부분의 부품을 1970년대 기술로 계속 만들어 써온 것이다.
많은 소프트웨어 개발자들이 레거시 시스템을 사용하는 것에 잠재적 문제가 있다고 생각한다. 구형 하드웨어를 위해 설계된 소프트웨어의 경우, 새로운 하드웨어에서 실행되도록 하기 위해서 에뮬레이션이나 하위 호환성을 구현해줘야 할 수 있다.

## 같이 보기
- 데이터 이관
- 구식화
- 소프트웨어 고고학